# 科内利斯·范哈勒姆

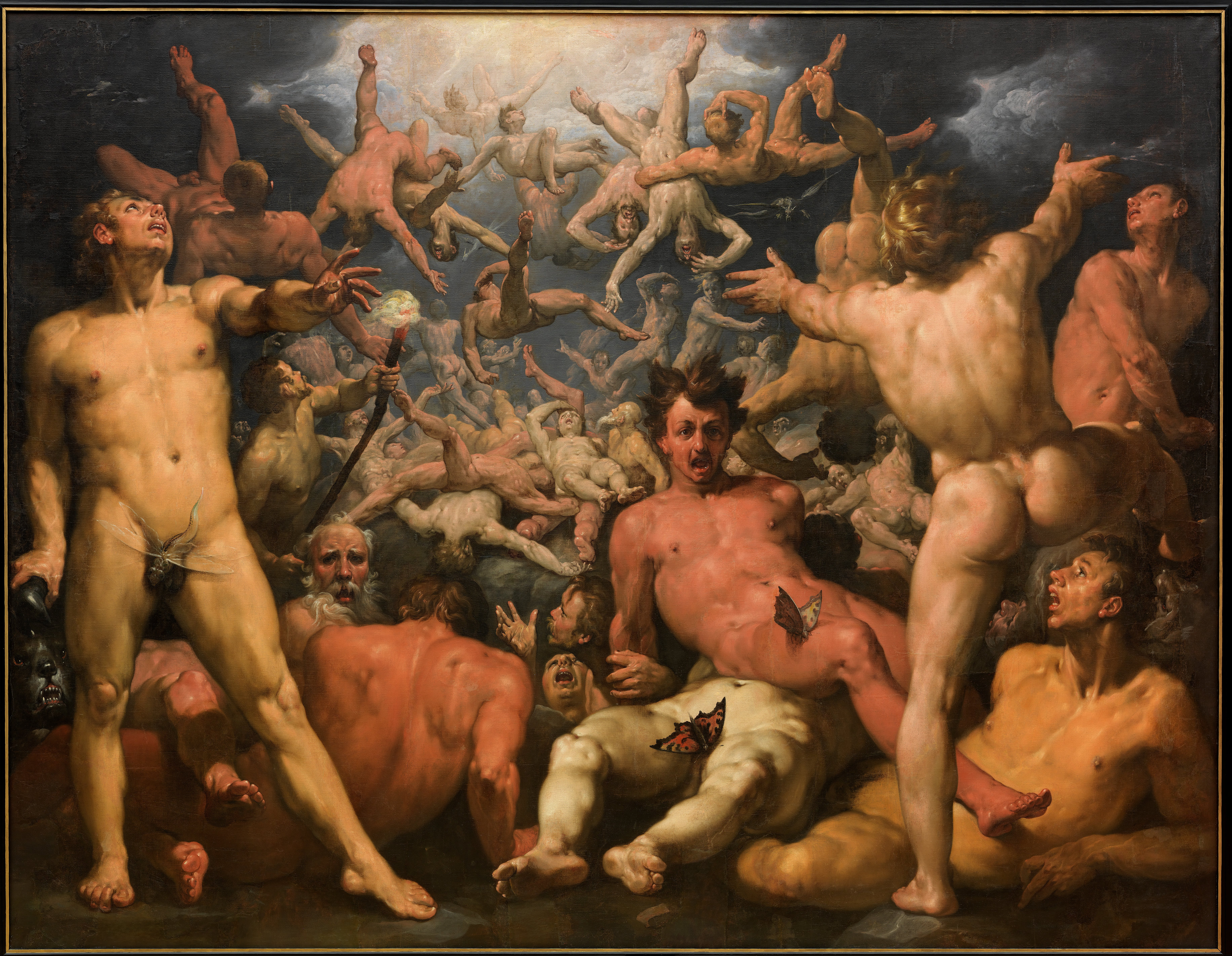
《泰坦陨落》 (1588–1590)

科内利斯·科内利松·范哈勒姆（荷蘭語：Cornelis Corneliszoon van Haarlem；1562年—1638年11月11日）是荷兰黄金时代画家，北方矫饰主义画家，也是肖像画家弗兰斯·哈尔斯的先驱。
科内利斯出生于哈勒姆，师从彼得·彼得松，后来在安特卫普师从希利斯·夸涅。他深受巴托洛梅乌斯·斯普朗厄作品的影响，后者的画作于1585年由卡雷尔·范曼德尔带到哈勒姆，产生了强烈的影响。 他主要画肖像、神话和圣经题材。最初，科内利斯画的是高度程式化的大尺寸作品，带有意大利风格的裸体，姿势扭曲，后来转变为荷兰现实主义风格。

## 作品

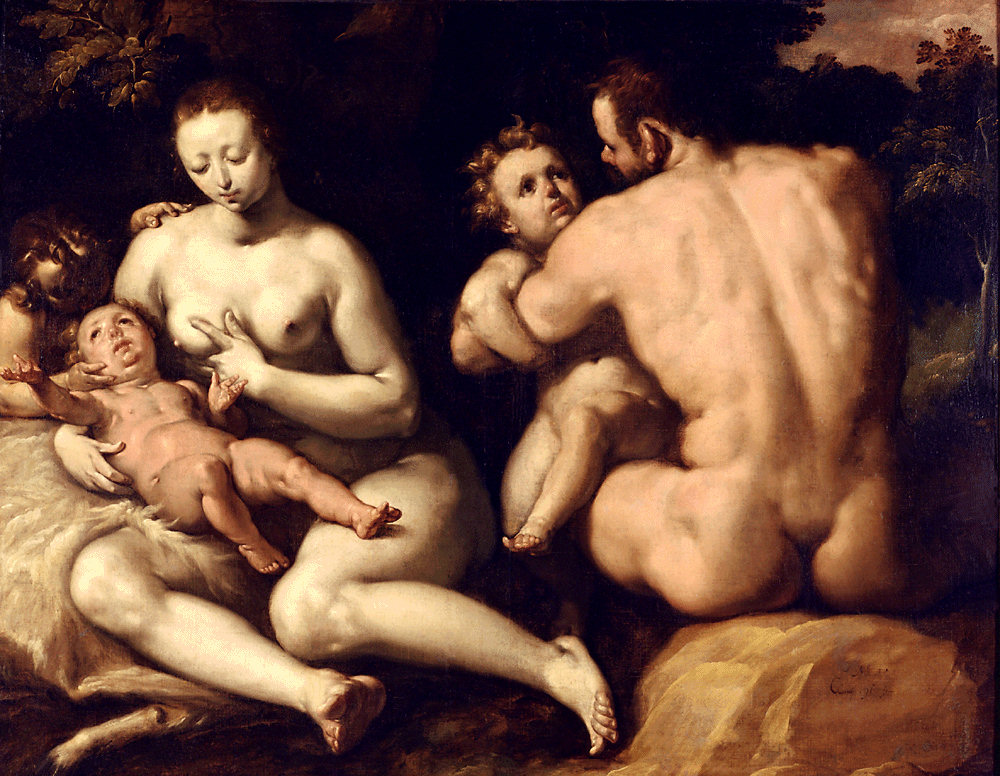
《第一家庭》，约1582–1592年
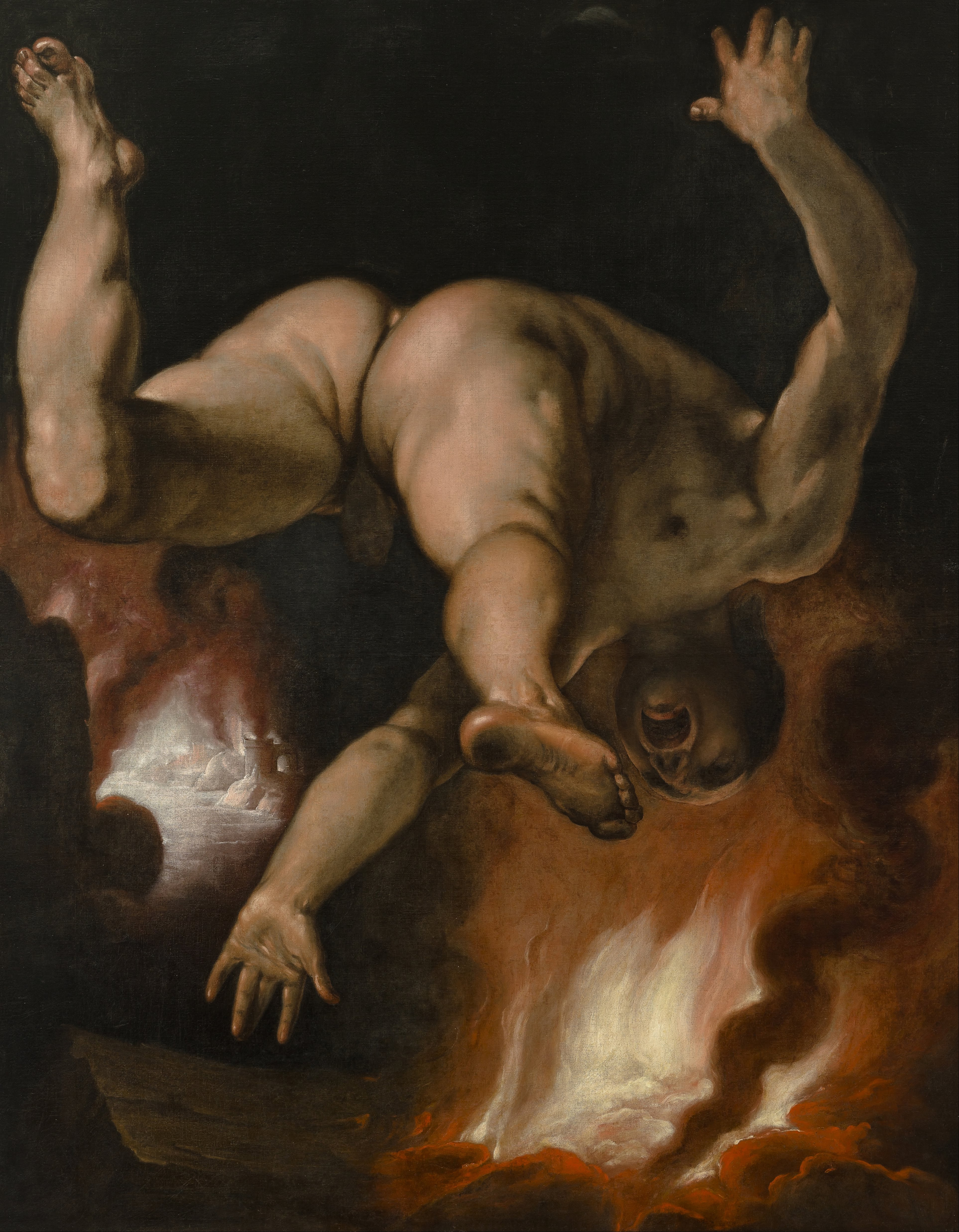
《伊克西翁的堕落》，1588年
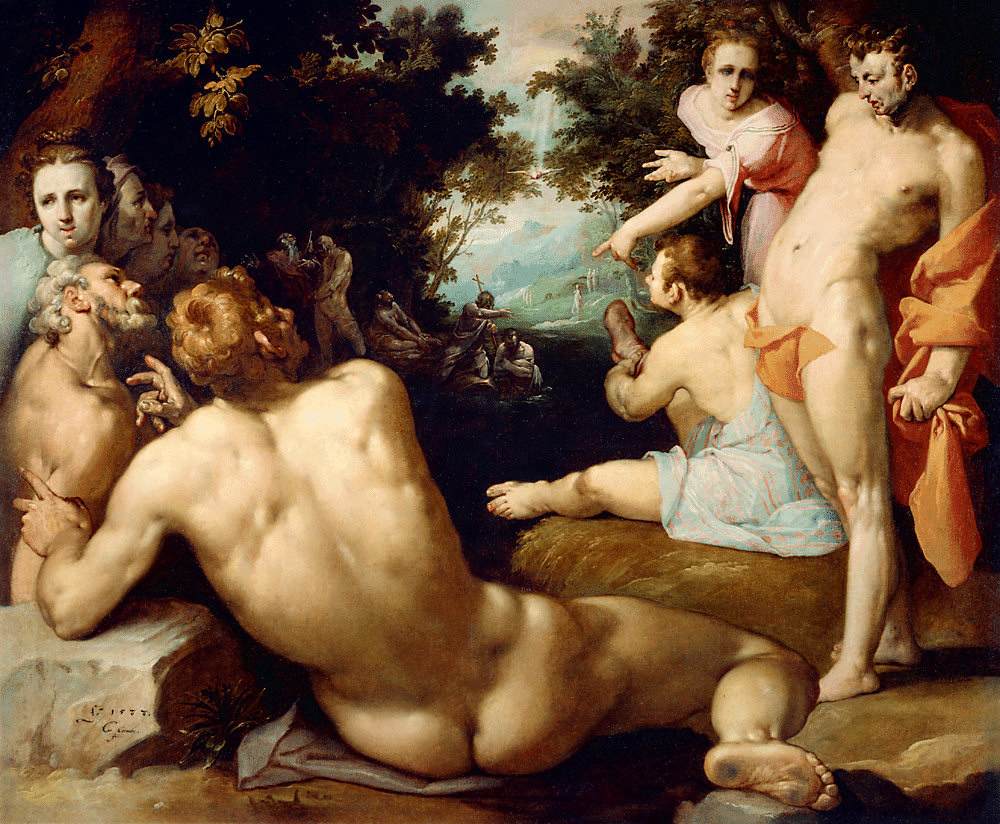
《基督的洗礼》，约1588年
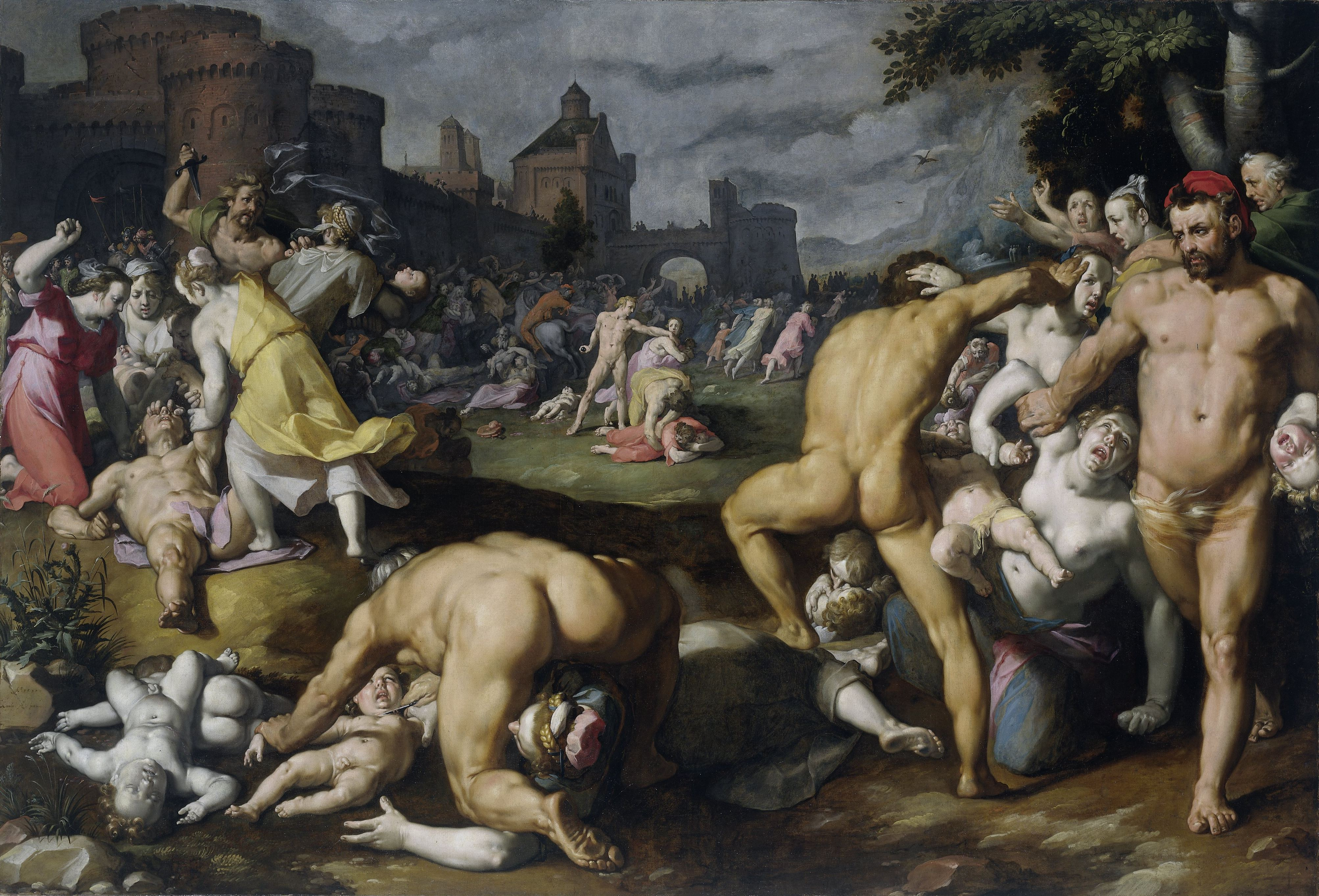
《屠杀无辜婴孩》，1590年
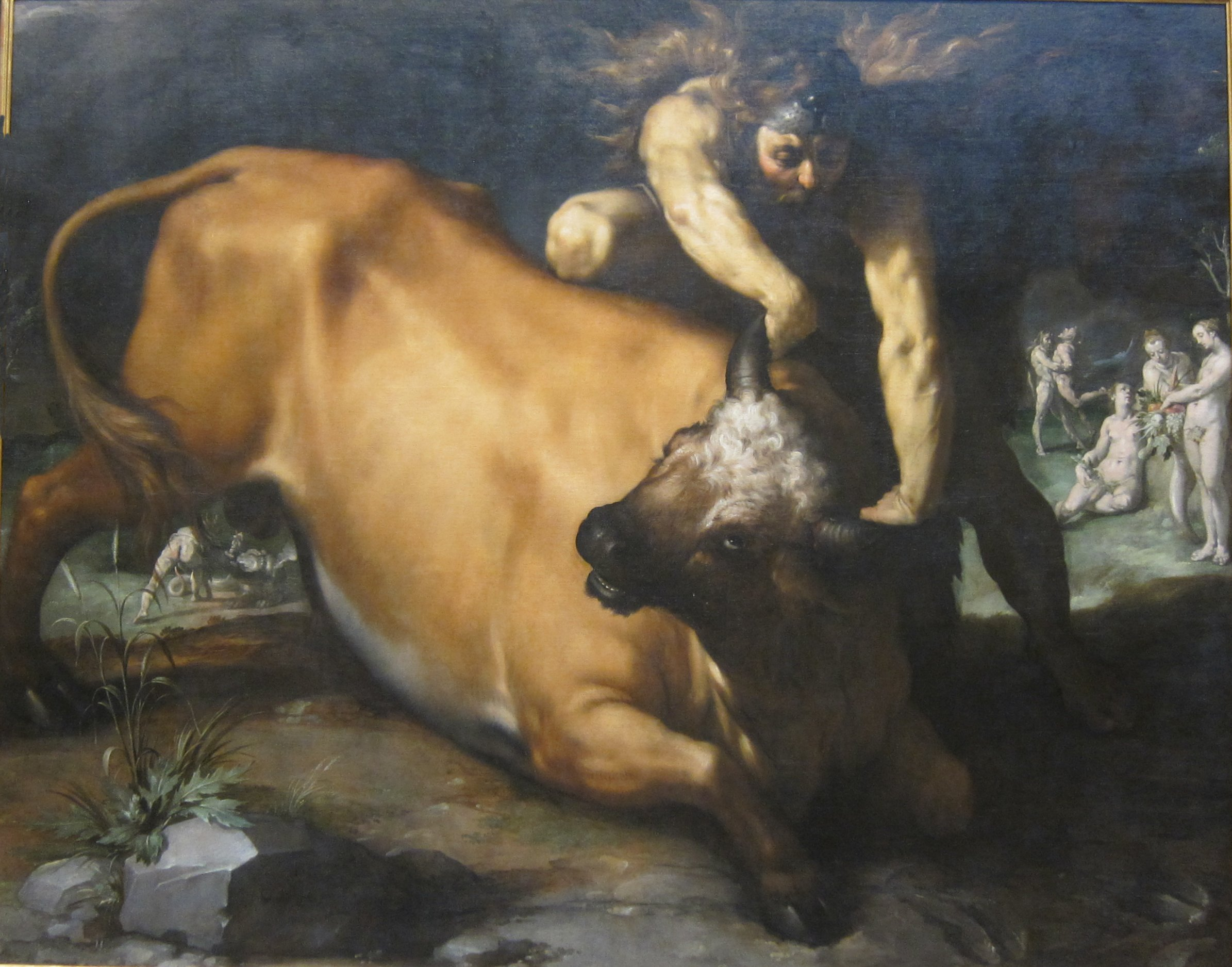
《赫拉克勒斯和阿切洛斯》，1590年
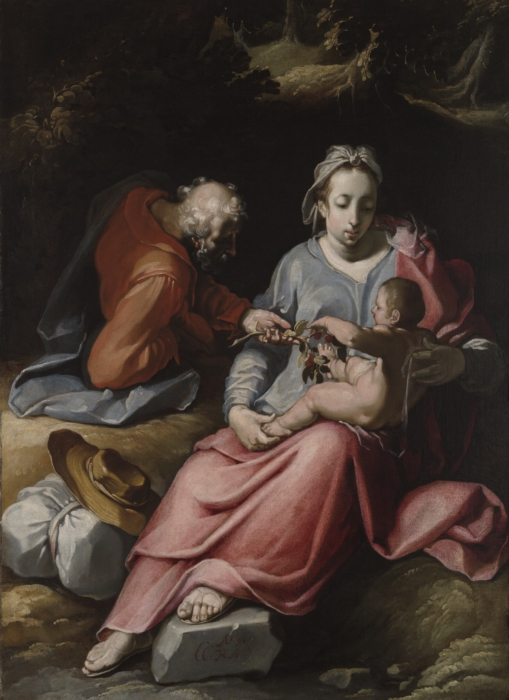
《圣家》，1590年
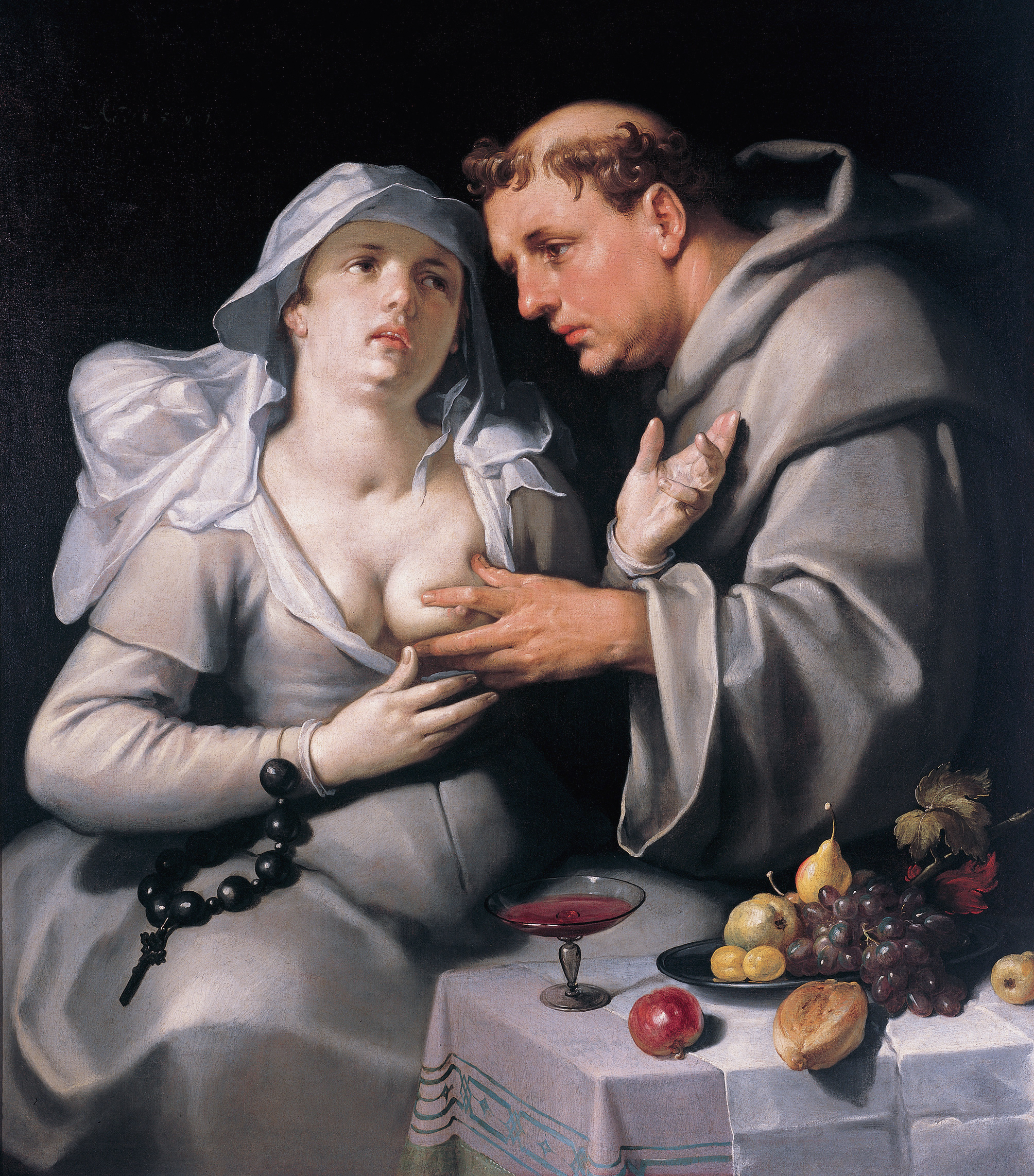
《修女和修士》，1591年
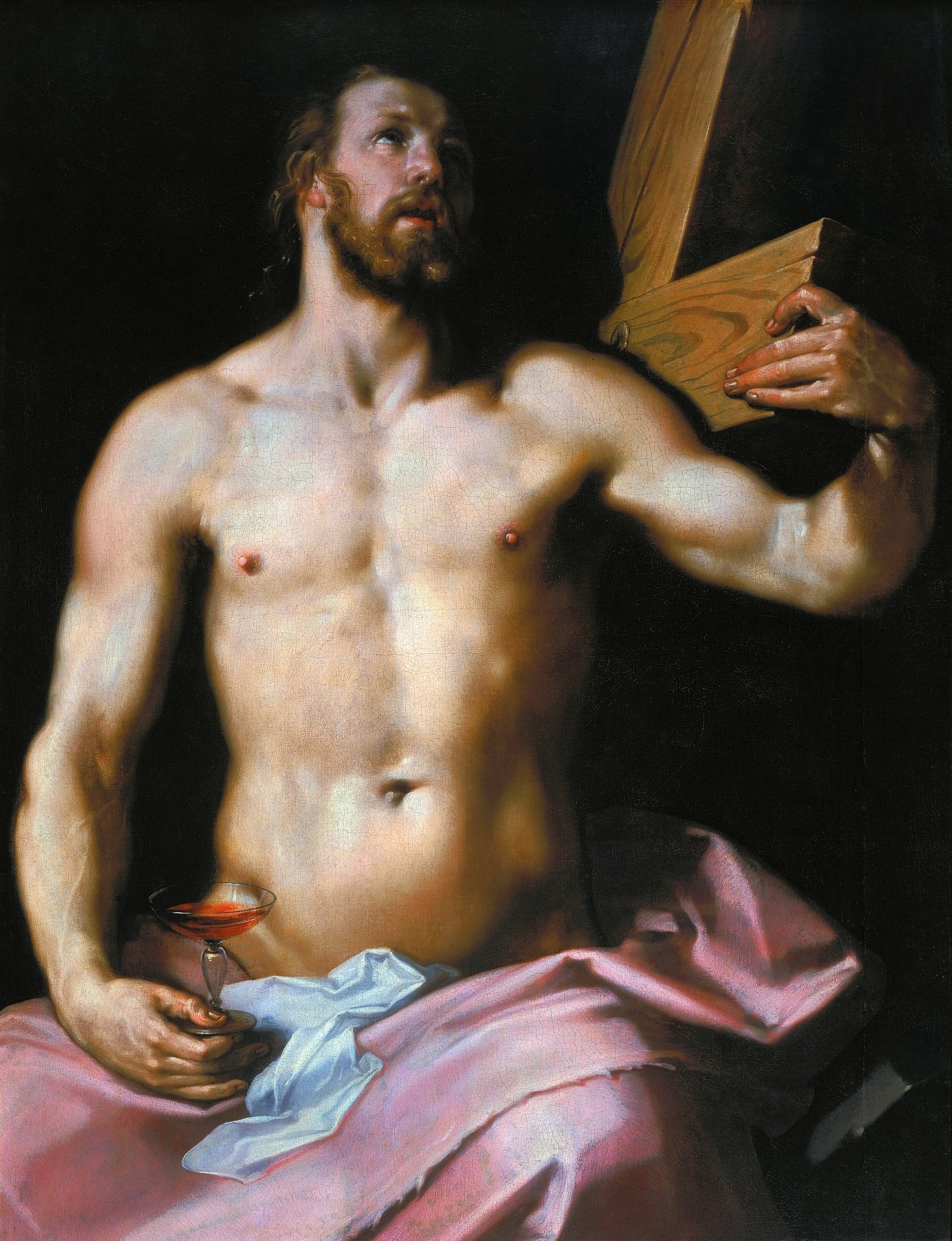
《救赎主基督》，1591年
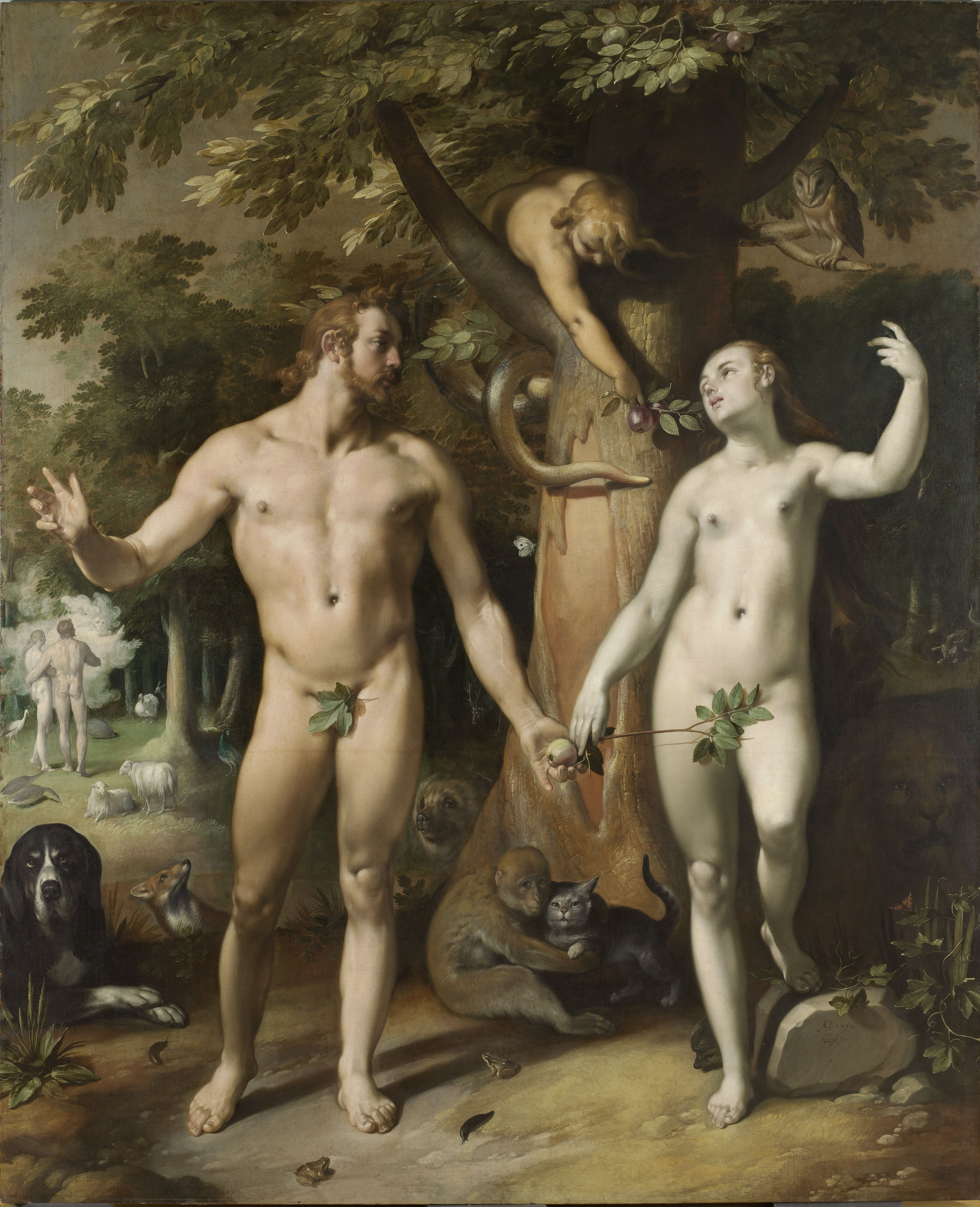
《亚当和夏娃》，1592年
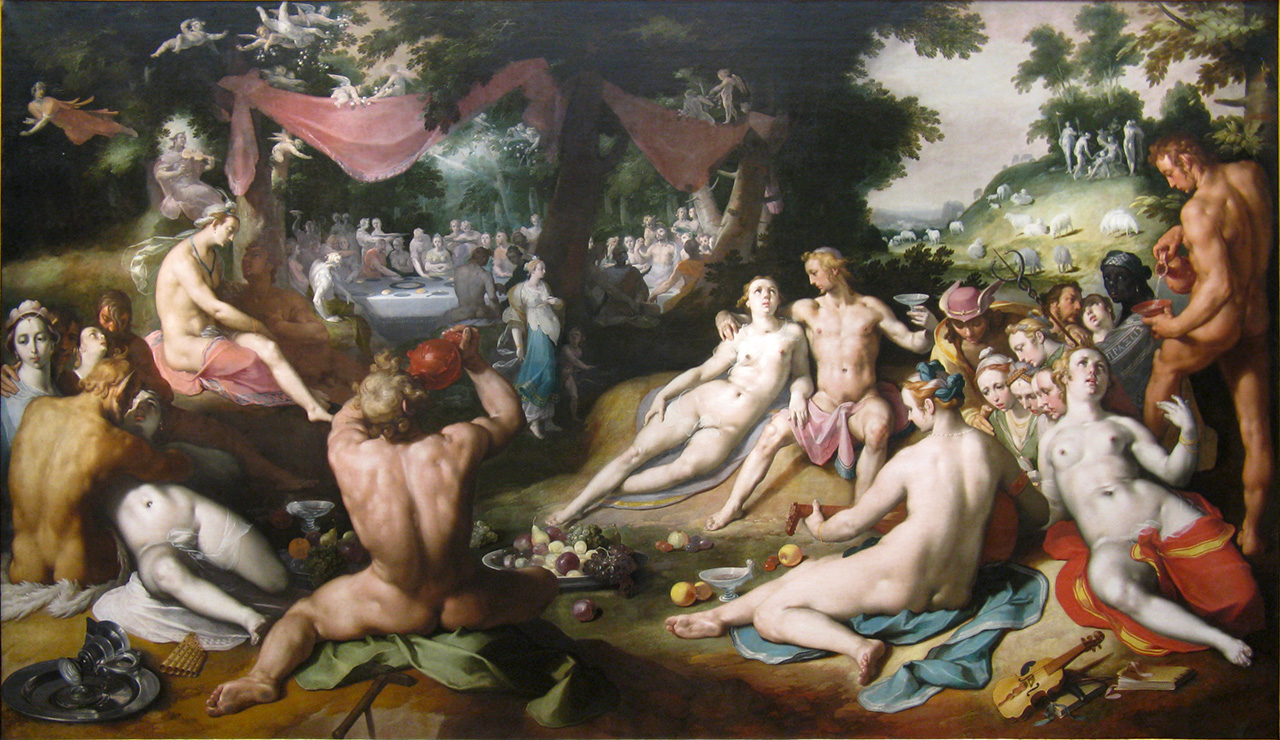
《珀琉斯与忒提斯的婚礼》，约1592-93年
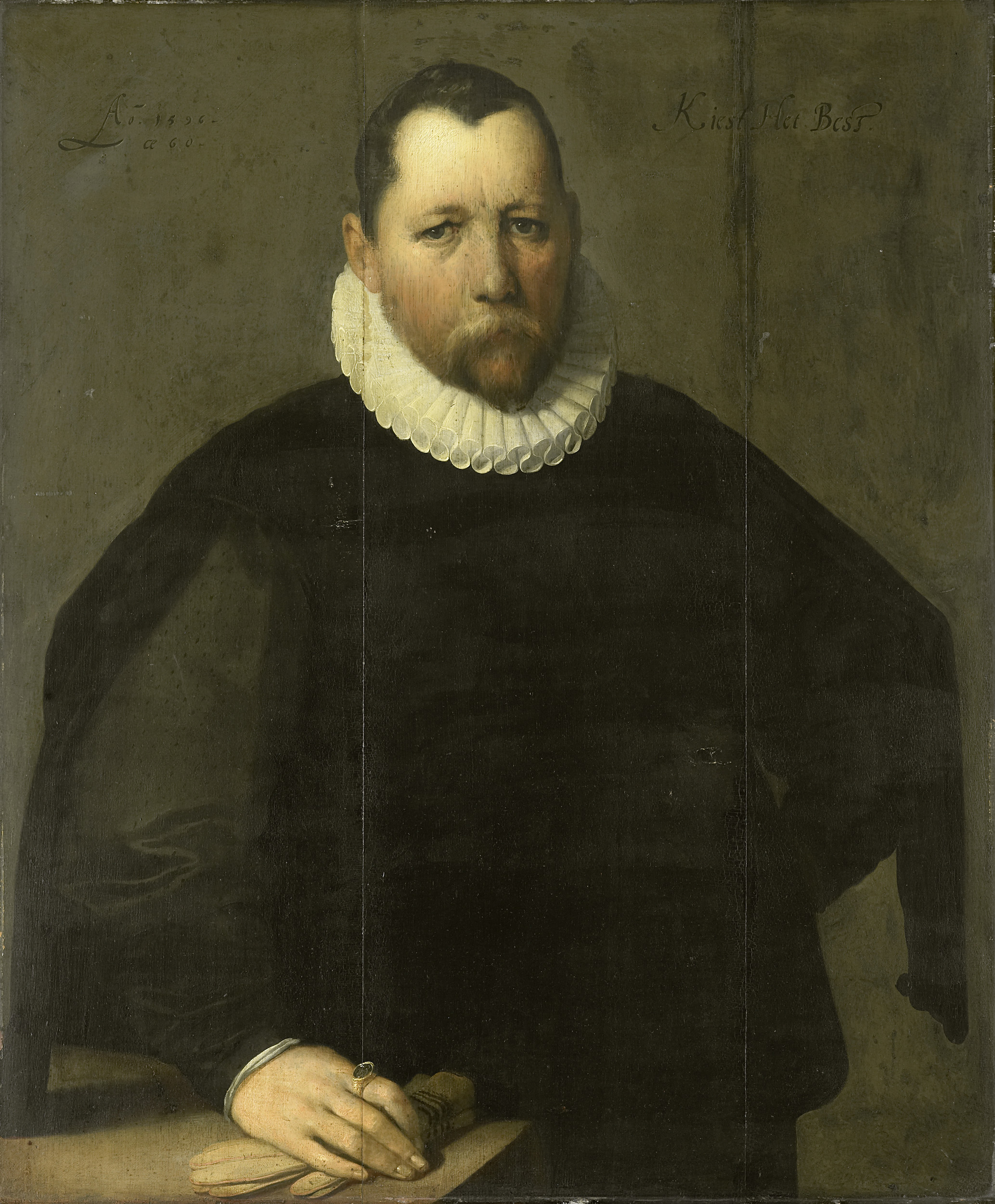
《彼得·扬松·基斯肖像》，1596年
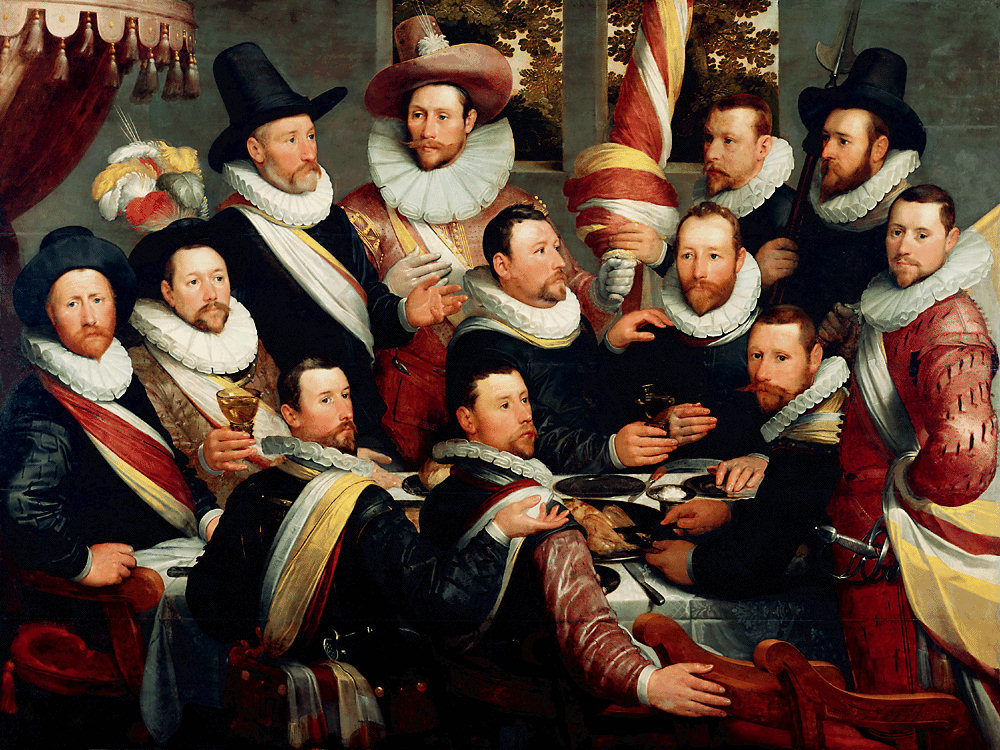
《圣乔治公司高管宴会》，1599年
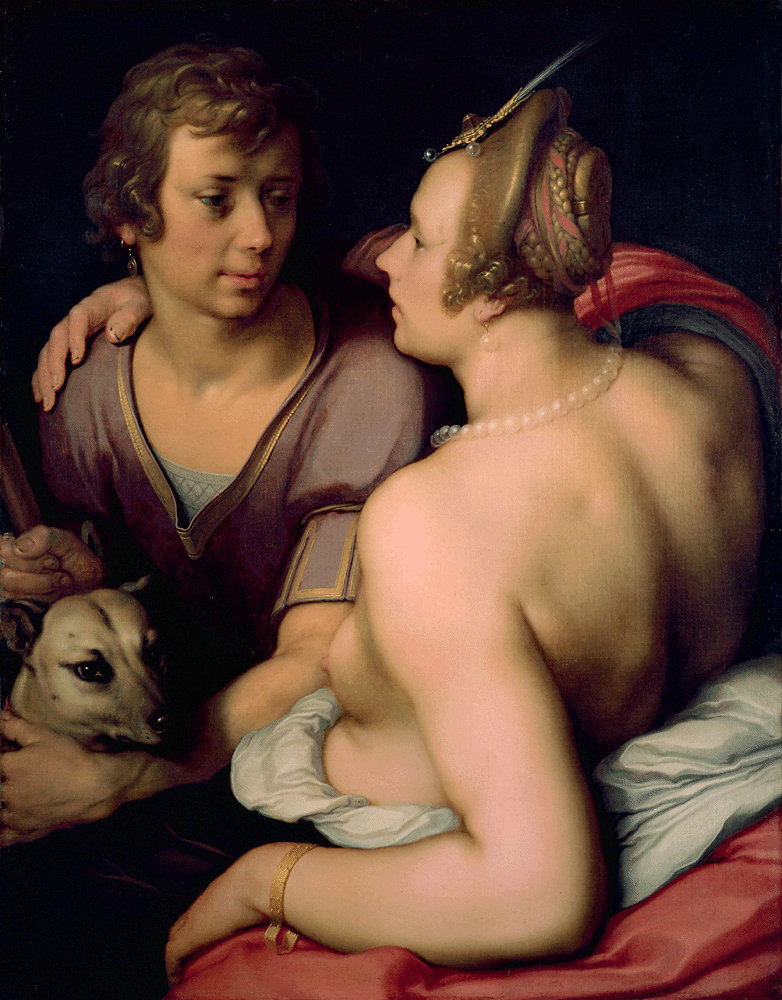
《维纳斯与阿多尼斯》，1614年
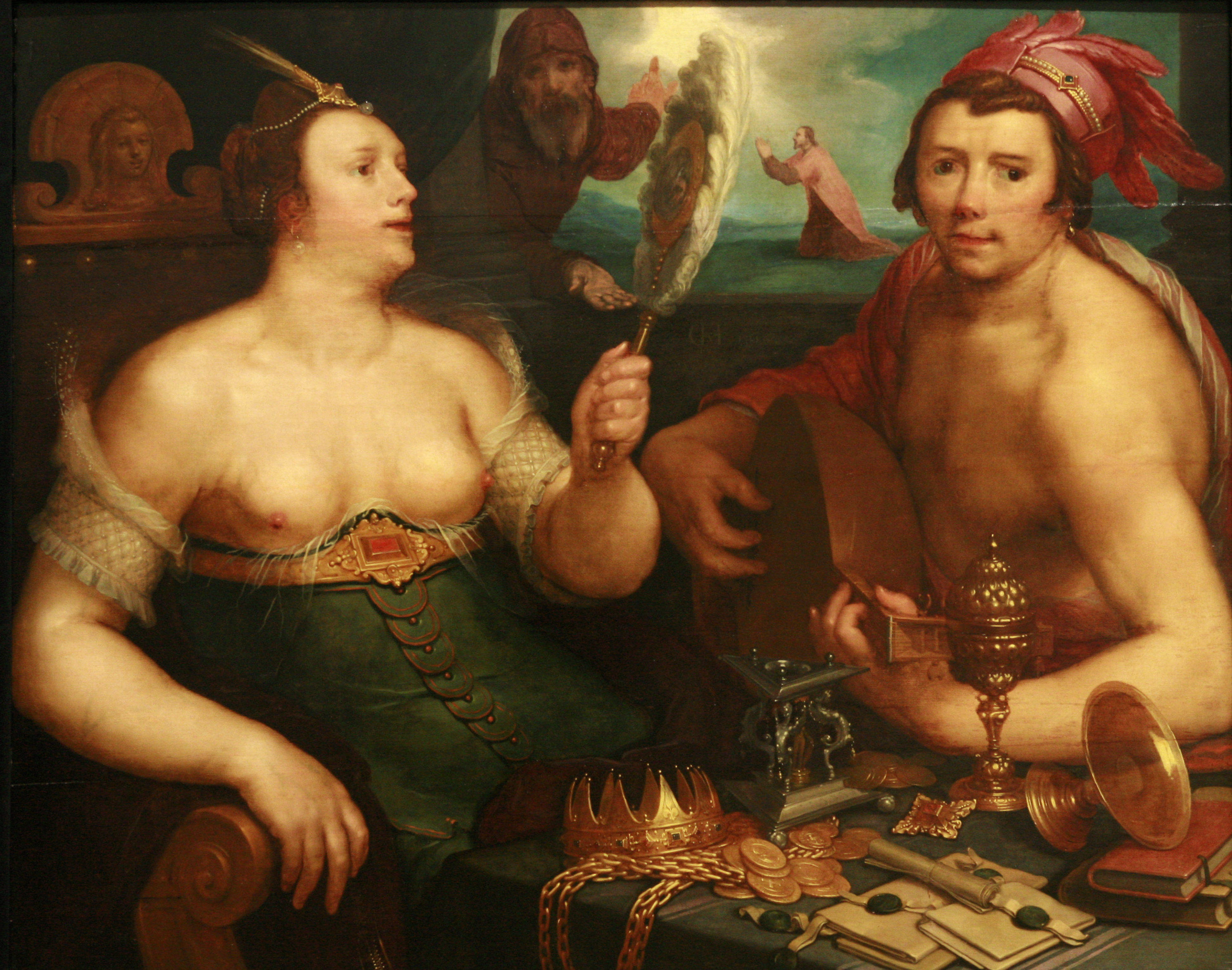
《虚荣与忏悔的寓言》，1616年
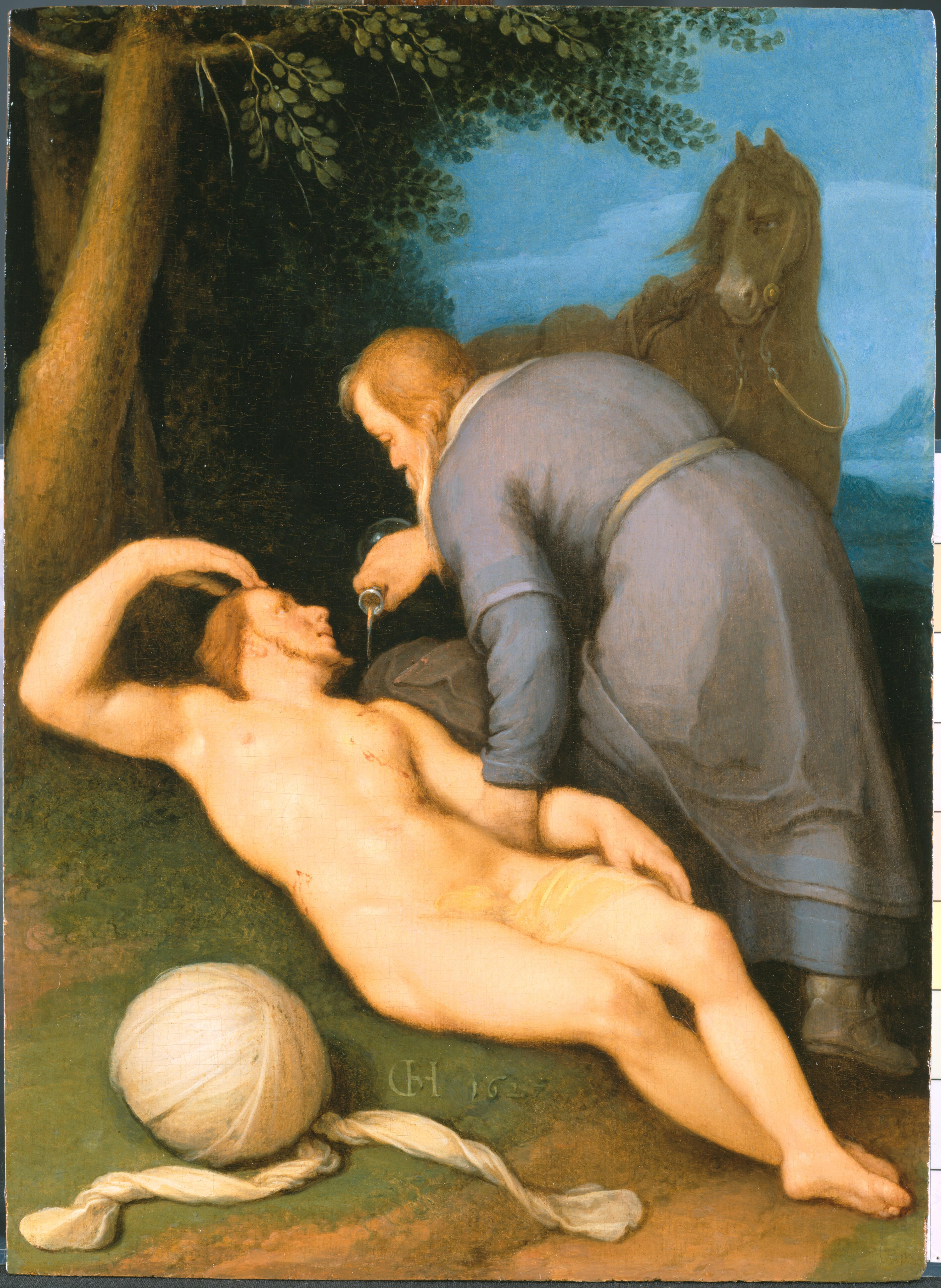
《好撒玛利亚人》，1627年